# Deutsche Telekom
A Deutsche Telekom AG (német kiejtése: [ˌdɔʏtʃə ˈteːləkɔm ʔaːˌɡeː]; röviden Telekom, DT ; vagy ·T· ) egy német távközlési vállalat, amelynek székhelye Bonnban található. A Deutsche Telekom 1995-ben jött létre, amikor a Deutsche Bundespostot (akkor állami tulajdonú monopóliumot) privatizálták. A DT szerepel a Fortune 500 legnagyobb céget listázó kiadványában, a 62. helyen. A cég világszerte számos leányvállalatot üzemeltet, köztük a T-Mobile mobilkommunikációs vállalatot.